# タデウシュ・ヴロンスキ
タデウシュ・ヴロンスキ（ポーランド語: Tadeusz Wroński, 1915年4月1日 - 2000年1月15日）は、ポーランド出身のヴァイオリニスト。

## 生涯
ロシア帝国領ワルシャワの生まれ。7歳よりヴァイオリンをはじめ、1930年にワルシャワ音楽院に進学してユゼフ・ヤジェンプスキにヴァイオリンを師事した。1939年にディプロマを得てワルシャワ音楽院を卒業するも、第二次世界大戦のために1945年までデビューを持ち越されることとなった。1947年から1949年までブリュッセル音楽院に留学してアンドレ・ジェルトレルの薫陶を受け、首席で卒業している。帰国後はワルシャワ音楽院の教授に就任した。1965年からインディアナ大学でも教鞭をとり、1973年から1975年までワルシャワ音楽院の院長を務めた。
ワルシャワにて死去。